# خطة إعادة التنظيم

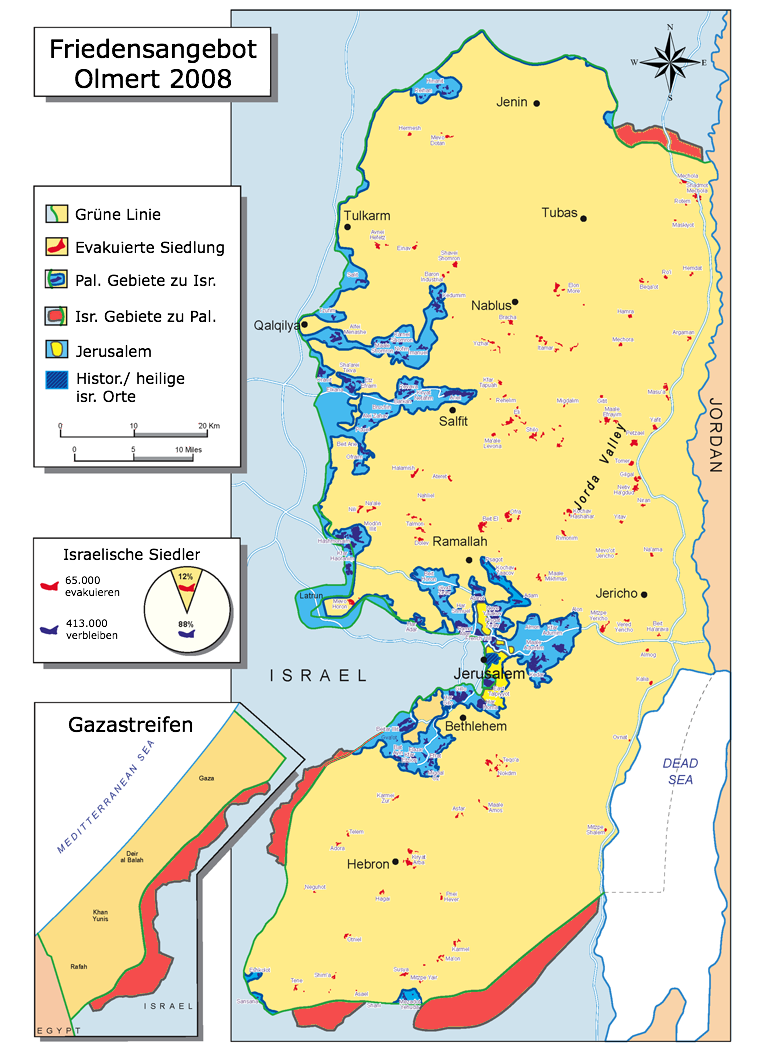
خطة إسرائيل

كانت خطة إعادة التنظيم (في الأصل خطة التقارب) خطة إسرائيلية لفك الارتباط الأحادي الجانب من 90 في المائة من الضفة الغربية وضم الباقي، مع إدماج معظم المستوطنات الإسرائيلية في إسرائيل. وصيغت الخطة وعرضت على الجمهور الإسرائيلي من قبل رئيس الوزراء بالوكالة إيهود أولمرت في عدد من المقابلات الإعلامية خلال الحملة الانتخابية للكنيست السابعة عشرة في مارس 2006. كان من المقرر أصلا تنفيذ خطة التقارب في غضون 18 شهرا اعتبارا من أوائل مايو 2006، ولكن في نوفمبر 2007، قال أولمرت إنه يأمل في تنفيذها في غضون ثلاث إلى أربع سنوات.

## الخطوط العريضة للخطة
وشملت الخطوط العريضة للخطة ما يلي:
- ضمان وجود الأغلبية اليهودية في الأراضي الفلسطينية تحت السيطرة الإسرائيلية
- وجود حدود دائمة على طول حاجز الضفة الغربية
- التواصل الإقليمي لدولة فلسطينية محتملة
- السيادة أو السيطرة الإسرائيلية الدائمة على الكتل الاستيطانية الواسعة النطاق والموسعة، بما في ذلك منطقة إ1 القريبة من القدس
- السيادة الإسرائيلية النهائية على القدس الشرقية
- السيطرة الإسرائيلية على المنطقة الحدودية في نهر الأردن

وفقًا للخطة، سيتم إخلاء وتفكيك المستوطنات الإسرائيلية في 90% من الضفة الغربية. منطقة الإخلاء ستتوافق إلى حد كبير مع المنطقة الواقعة شرقي مسار جدار الضفة الغربية الذي بدأ في عهد سلف أولمرت، آرييل شارون، أو مسارًا مشابهًا بموافقة وطنية وشرعية دولية. سيتم ضم الكتل الاستيطانية الإسرائيلية الكبيرة بالقرب من الخط الأخضر إلى إسرائيل، وسيتم إعادة توطين ما يقرب من 40.000 من سكان المستوطنات التي تم إخلاؤها هناك. خلال الحملة الانتخابية لانتخابات مارس 2006، كان شارون لا يزال رئيسًا للوزراء رسميًا، لكنه غير قادر على القيام بواجباته، أو الاتصال أو الترشح في الانتخابات بسبب السكتة الدماغية الشديدة التي تعرض لها في 4 يناير 2006. صرح أولمرت، الذي أصبح رئيس الوزراء بالإنابة وزعيم حزب كاديما بعد إصابة شارون بجلطة، أنه في سعيه لإعادة ترتيب المستوطنات، كان يعمل بروح شارون، وأنه لو كان شارون قادرًا على الاستمرار في القيام بواجباته، لكان قد تصرف على هذا النحو.

## تعليق الخطة
وبعد حرب لبنان في عام 2006، أعلن أولمرت لحكومته أن خطة تفكيك بعض المستوطنات اليهودية في الضفة الغربية وإعادة رسم حدود إسرائيل من جانب واحد لن تنفذ في الوقت الراهن. لم يتم إحياء الخطة قبل مغادرة أولمرت من منصبه في 31 مارس 2009، ولم تتبع الحكومات الائتلافية اللاحقة بقيادة الليكود سياسات مماثلة. كما أن خلفاء أولميرت تسيبي ليفني و‌شاؤول موفاز معارضان لهذه المقترحات.

## الآراء
في استطلاع للرأي الإسرائيلي بشأن الخطة التي أجريت نيابة عن حزب إسرائيل بيتنا السياسي، قال نحو 70 في المائة من المجيبين إنهم يعارضون الخطة. وكشفت استطلاعات الرأي أيضاً أن نحو 65% إلى 70% ممن أيدوا فك الارتباط الإسرائيلي من غزة في عام 2005 عارضوا الخطة.
وعارض الاتحاد الأوروبي الخطة، موضحا أنه لن يعترف بأي تغييرات حدودية أحادية لم يتم الاتفاق عليها في المفاوضات، على الرغم من أن مفوض العلاقات الخارجية للاتحاد الأوروبي قال إنها «فكرة شجاعة». عارض رئيس السلطة الفلسطينية محمود عباس الخطة، ودعا جميع الدول العربية إلى معارضتها، قائلا «إننا نعمل على إخراج خطة أولمرت من الطاولة». وأصدر الملك الأردني عبد الله الثاني والرئيس المصري حسني مبارك بيانا مشتركا أعربا فيه عن معارضتهما «للخطوات الإسرائيلية الأحادية»، وأنه "ينبغي تنفيذ كل خطوة من خلال مفاوضات مباشرة مع الجانب الفلسطيني ووفقا ل‍خريطة الطريق، التي تؤدي إلى إقامة دولة فلسطينية مستدامة إلى جانب إسرائيل"، عقب اجتماع عُقد في شرم الشيخ.

## وصلات خارجية
- Map of the Convergence Plan, April 2006. IMEU/Stop the Wall